# Charles Palent
Charles Palent ist  ein deutscher Schauspieler. 
Er spielte an der Seite von Gustaf Gründgens, Will Quadflieg. Er wohnte in den 1950er-Jahren in Hamburg, Kegelhofstraße 20.

## Filmografie
- 1955: Drei Tage Mittelarrest
- 1960: Strafbataillon 999
- 1961: Der grüne Bogenschütze
- 1961: Der Teufel spielte Balalaika
- 1961: Bis zum Ende aller Tage
- 1962: Nie hab ich nie gesagt
- 1962: Das Rätsel der roten Orchidee
- 1963: Heimweh nach St. Pauli
- 1964: Das Kriminalgericht
- 1965: Das Feuerzeichen (Fernsehfilm)
- 1971: Krach im Hinterhaus
- 1972: Und der Regen verwischt jede Spur
- 1992: Der Landarzt
- 1992: Die Männer vom K3